# Pocotes
Pocotes (pokot) ou suques (suk) são um povo nilota, subgrupo dos calenjins, que habita os planaltos ocidentais do Quênia e a Uganda. Falam uma língua própria, uma das línguas calenjins. Tradicionalmente criam gado, mas mais recentemente começaram a cultivar milho e tabaco para fins comerciais e se mudar às cidades. São conhecidos como guerreiros habilidosos e historicamente atacaram seus vizinhos massais, luos e quisis para obter gado, mas com a chegada dos britânicos na região em 1905, os ataques cessaram.